# Maximiliaan van Hohenberg
Maximiliaan Karel Frans Michael Hubert Anton Ignatius Jozef Maria Herzog von Hohenberg (Wenen, 29 september 1902 — aldaar, 8 januari 1962) was het middelste kind van aartshertog Frans Ferdinand van Oostenrijk-Este uit diens huwelijk met Sophie Chotek. Vanwege het morganatische karakter van het huwelijk van zijn ouders was hij zelf geen aartshertog. In 1909 werd hem door de Oostenrijkse keizer Frans Jozef I de titel Fürst von Hohenberg toegekend. In 1917 werd hij verheven tot Herzog von Hohenberg.

## Leven en huwelijk
Na de moord op hun ouders op 28 juni 1914 werden hij en zijn oudere zuster en jongere broer opgenomen in het huishouden van hun tante Marie Chotek en haar man Jaroslav von Thun und Hohenstein. In 1926 trouwde hij met Elisabetha Bona gravin van Waldburg-Wolfegg en Waldsee (10 augustus 1904-13 maart 1993). Het paar kreeg zes zoons:
- Franz (1927–1977), 2e hertog van Hohenberg 1962; ∞ (Luxemburg 9 mei 1956) prinses Elisabeth van Luxemburg (1922–2011)
- Georg (1929–2019), 3e hertog van Hohenberg 1977; ∞ (Wenen 4 juli 1960) prinses Eleonora van Auersperg-Breunner (Goldegg im Pongau, 12 november 1928)
- Albrecht (Artstetten, 4 februari 1931 – 25 februari 2021); ∞ (Wenen 11 april 1962) gravin Leontine de Cassis-Faraone (Vught, 3 augustus 1933), dochter van Flora Fentener van Vlissingen
- Johannes (Artstetten, 3 mei 1933-11 oktober 2003); ∞ (Salzburg 28 augustus 1969) Elisabeth Meilinger-Rehrl (Bramberg-Weyerhof 30 mei 1947)
- Peter (Artstetten, 26 maart 1936-2017); ∞ (Salzburg 14 april 1970) Christine-Maria Meilinger-Rehrl (Bramberg-Weyerhof, 27 april 1945)
- Gerhard (Wenen, 23 december 1941–8 mei 2019)

Max erfde van zijn vader in 1916 het kasteel Konopiště in Tsjechië. Dit werd in 1919 door de Tsjechoslowaakse autoriteiten geconfisqueerd. De kleindochter van Max, Sophie de Potesta, begon in 2007 een proces tegen de Tsjechische staat teneinde het kasteel van Konopiště terug te krijgen. In 2012 en ook nog in 2014 is het dossier in behandeling bij het Europees Hof voor de Rechten van de Mens in Straatsburg.

## Verzet en latere functies

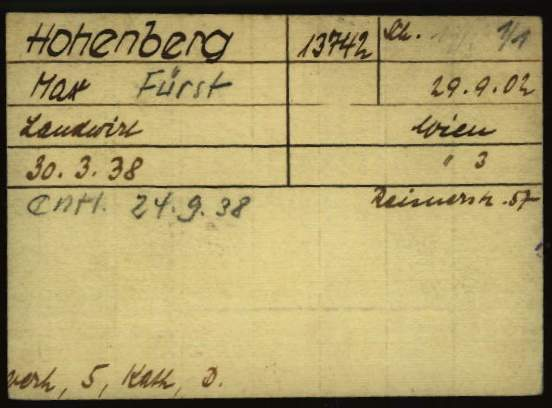
Registratiekaart van Maximiliaan van Hohenberg als gevangene in nazi-concentratiekamp Dachau

In 1938 verzetten hij en zijn broer Ernst zich openlijk tegen de Anschluss, waarna zij beiden gevangen werden genomen en afgevoerd naar het concentratiekamp Dachau. Ook werden zij onteigend. Maximiliaan werd in 1940 vrijgelaten. Ernst werd doorgestuurd naar Buchenwald, van waaruit hij in 1943 werd vrijgelaten; hij overleed in 1954 aan de gevolgen van de mishandelingen die hij in gevangenschap had moeten ondergaan.
Na de oorlog werd Maximiliaan – met toestemming van het Sovjet-Russische bezettingsleger – gekozen tot burgemeester van Artstetten hetgeen hij tien jaar zou blijven. Daarnaast was hij lange tijd gevolmachtigde van Otto van Habsburg-Lotharingen, zoon van de laatste Oostenrijkse keizer Karel I, bij de onderhandelingen tussen het Huis Habsburg en de Oostenrijkse Bondsregering.
- Gemeinsame Normdatei: 130183474
- International Standard Name Identifier: 0000 0001 3917 0160
- Nationale Bibliotheek van Tsjechië: xx0004010
- Virtual International Authority File: 174961137